# Liste des dépendances et territoires à souveraineté spéciale
Pour les articles homonymes, voir Dépendance.
Une dépendance territoriale est un territoire qui n'a pas une pleine souveraineté ou indépendance politique comme un État souverain et se trouve politiquement sous un contrôle partiel de l'État auquel il est rattaché. À titre d'exemple, les îles Wallis-et-Futuna ont leurs propres institutions (dont la monarchie), mais dépendent de la France.
Cette page est basée en partie sur le bulletin officiel des douanes françaises relatif à la codification des pays et territoires (avec un certain nombre de corrections mineures) ainsi que sur l'entrée Entities de la page « Notes and Definitions » du CIA World Factbook. Elle a été complétée par la publication Entités géopolitiques dépendantes (au 1er juin 2006) (éditée avec Pays indépendants et capitales du monde) par le Conseil national de l'information géographique (France). La Palestine et Taïwan qui figurent dans cette dernière liste ne sont pas traités ici.
Pour l'ONU, il restait, en décembre 2013, 17 territoires non autonomes au sujet desquels le Comité spécial de la décolonisation rédige régulièrement des rapports : Anguilla, les Bermudes, les îles Caïmans, Gibraltar, Guam, les îles Falkland (Malouines), Montserrat, la Nouvelle-Calédonie, les îles Pitcairn, la Polynésie française, l'île Sainte-Hélène, le Sahara occidental, les Samoa américaines, Tokelau, les îles Turques et Caïques, les îles Vierges américaines et les îles Vierges britanniques.
Des territoires autonomes ou à souveraineté spéciale ont été également intégrés : Crimée (Ukraine), Zanzibar (Tanzanie), etc.
- Haut – A
- B
- C
- D
- E
- F
- G
- H
- I
- J
- K
- L
- M
- N
- O
- P
- Q
- R
- S
- T
- U
- V
- W
- X
- Y
- Z

## A
| Pays        | Nom                               | Situation géographique               | Notes                              |
| ----------- | --------------------------------- | ------------------------------------ | ---------------------------------- |
| Allemagne   | Heligoland                        | Nord-ouest de l'Allemagne            | Territoire à souveraineté spéciale |
|             |                                   |                                      |                                    |
| Australie   | Îles Ashmore et Cartier           | Océan Indien                         |                                    |
| Australie   | Île Christmas                     | Océan Indien                         |                                    |
| Australie   | Îles Cocos (Keeling)              | Océan Indien                         |                                    |
| Australie   | Îles Heard-et-MacDonald           | Océan Indien                         |                                    |
| Australie   | Îles de la mer de Corail          | Mer de Corail                        |                                    |
| Australie   | Île Norfolk                       | Océan Pacifique                      |                                    |
| Australie   | Territoire antarctique australien | Océan Austral (Antarctique)          | Traité de l'Antarctique            |
| Australie   | Réserves aborigènes               | Australie                            | (en) Indigenous Protected Areas    |
|             |                                   |                                      |                                    |
| Azerbaïdjan | Nakhitchevan                      | Transcaucasie, entre Turquie et Iran | Région autonome                    |

## B
| Pays               | Nom                                 | Situation géographique                                                   | Notes |
| ------------------ | ----------------------------------- | ------------------------------------------------------------------------ | --- |
| Bosnie-Herzégovine | Fédération de Bosnie-et-Herzégovine | Europe (Balkans) : partie Sud-Ouest de la Bosnie-Herzégovine             | Entité fédérative couvrant de jure le territoire bosnien (et admise comme telle par la communauté internationale), administrant de facto 51 % de ce territoire.                                                                                                 |
| Bosnie-Herzégovine | République serbe de Bosnie          | Europe (Balkans) : partie Nord-Est de la Bosnie-Herzégovine              | Entité fédérative administrant de facto 48 % du territoire bosnien (administration admise par les accords de Dayton). |
| Bosnie-Herzégovine | District de Brčko                   | Europe (Balkans) : petit arrondissement au Nord de la Bosnie-Herzégovine | Territoire autonome neutre institué sur 1 % du territoire bosnien (administré conjointement par la fédération de Bosnie-et-Herzégovine et la république serbe de Bosnie sous la supervision du haut représentant international en Bosnie-Herzégovine de l'ONU). |

## C
| Pays          | Nom                                 | Situation géographique                           | Notes |
| ------------- | ----------------------------------- | ------------------------------------------------ | --- |
| Chine         | Hong Kong                           | Côte de la mer de Chine, au sud-est du pays      | Région administrative spéciale                                                                                   |
| Chine         | Macao                               | Côte de la mer de Chine, au sud-est du pays      | Région administrative spéciale                                                                                   |
| Chine         | Mongolie-Intérieure                 | au nord du pays, le long de la frontière mongole | Région autonome officiellement dénommée Région autonome de Nei Mongol                                            |
| Chine         | Région autonome zhuang du Guangxi   | au sud du pays                                   | Région autonome                                                                                                  |
| Chine         | Région autonome hui du Ningxia      | au nord du pays                                  | Région autonome                                                                                                  |
| Chine         | Région autonome ouïgour du Xinjiang | à l'ouest du pays                                | Région autonome officiellement dénommée Région autonome ouïghoure du Xinjiang                                    |
| Chine         | Région autonome rang du Tibet       | au sud-ouest du pays                             | Région autonome officiellement dénommée Région autonome du Xizang - existence d'un gouvernement tibétain en exil |
|               |                                     |                                                  | |
| Chypre        | Chypre du Nord                      | Mer Méditerranée                                 | République autoproclamée à gouvernement pro-turc                                                                 |
|               |                                     |                                                  | |
| Corée du Nord | Sinuiju                             | Ouest, frontière avec la Chine                   | Région administrative spéciale                                                                                   |
| Corée du Nord | Kaesong                             | Sud                                              | Ville et zone industrielle en coopération avec la Corée du Sud ; Région administrative spéciale                  |
| Corée du Nord | Kumgangsan                          | Est, côte de l'Océan Pacifique                   | Région touristique                                                                                               |

## D
| Pays     | Nom        | Situation géographique                        | Notes               |
| -------- | ---------- | --------------------------------------------- | ------------------- |
| Danemark | Îles Féroé | Océan Atlantique, entre l'Écosse et l'Islande | Dépendance autonome |
| Danemark | Groenland  | Océan Atlantique, est du Canada               | Province autonome   |

## E
| Pays                                           | Nom              | Situation géographique                                                                                     | Notes                                             |  |
| ---------------------------------------------- | ---------------- | --- | ------------------------------------------------- |  |
| Espagne                                        | Ceuta            | Nord-ouest du Maroc                                                                                        | Ville autonome, revendiquée par le Maroc          |  |
| Espagne                                        | Melilla          | Nord-est du Maroc                                                                                          | Ville autonome, revendiquée par le Maroc          |  |
| Espagne                                        | Présides         | Nord-est du Maroc                                                                                          | Possessions espagnoles, revendiquées par le Maroc |  |
| Espagne                                        |                  | |                                                   |  |
| États-Unis                                     |                  | |                                                   |  |
| Territoires insulaires des États-Unis...       |                  | |                                                   |  |
| Guam                                           | Océan Pacifique  | Territoire non-incorporé et organisé                                                                       |                                                   |  |
| Îles Vierges des États-Unis                    | Mer des Caraïbes | Territoire non-incorporé et organisé                                                                       |                                                   |  |
| Îles Mariannes du Nord                         | Océan Pacifique  | Territoire non-incorporé et organisé, Commonwealth (État libre associé)                                    |                                                   |  |
| Porto Rico ou Puerto Rico                      | Grandes Antilles | Territoire non-incorporé et organisé, Commonwealth (État libre associé)                                    |                                                   |  |
| Samoa américaines                              | Océan Pacifique  | Territoire non-incorporé et non-organisé                                                                   |                                                   |  |
| ...dont Îles mineures éloignées des États-Unis |                  | |                                                   |  |
| Île Baker                                      | Océan Pacifique  | Territoires non-incorporés (sauf Palmyra) et non-organisés. L'île de la Navasse est revendiquée par Haïti. |                                                   |  |
| Île Howland                                    | Océan Pacifique  | Territoires non-incorporés (sauf Palmyra) et non-organisés. L'île de la Navasse est revendiquée par Haïti. |                                                   |  |
| Île Jarvis                                     | Océan Pacifique  | Territoires non-incorporés (sauf Palmyra) et non-organisés. L'île de la Navasse est revendiquée par Haïti. |                                                   |  |
| Atoll Johnston                                 | Océan Pacifique  | Territoires non-incorporés (sauf Palmyra) et non-organisés. L'île de la Navasse est revendiquée par Haïti. |                                                   |  |
| Récif Kingman                                  | Océan Pacifique  | Territoires non-incorporés (sauf Palmyra) et non-organisés. L'île de la Navasse est revendiquée par Haïti. |                                                   |  |
| Îles Midway                                    | Océan Pacifique  | Territoires non-incorporés (sauf Palmyra) et non-organisés. L'île de la Navasse est revendiquée par Haïti. |                                                   |  |
| Atoll Palmyra                                  | Océan Pacifique  | Territoires non-incorporés (sauf Palmyra) et non-organisés. L'île de la Navasse est revendiquée par Haïti. |                                                   |  |
| Atoll de Wake                                  | Océan Pacifique  | Territoires non-incorporés (sauf Palmyra) et non-organisés. L'île de la Navasse est revendiquée par Haïti. |                                                   |  |
| Île de la Navasse                              | Mer des Caraïbes | Territoires non-incorporés (sauf Palmyra) et non-organisés. L'île de la Navasse est revendiquée par Haïti. |                                                   |  |

## F
| Pays     | Nom                                             | Situation géographique                           | Notes                                                                                  |
| -------- | ----------------------------------------------- | ------------------------------------------------ | -------------------------------------------------------------------------------------- |
| Finlande | Îles Åland                                      | Mer Baltique                                     | État libre associé                                                                     |
|          |                                                 |                                                  |                                                                                        |
| France   | Collectivités et autres territoires d'outre-mer | Collectivités et autres territoires d'outre-mer  | Collectivités et autres territoires d'outre-mer                                        |
| France   | Saint-Barthélemy                                | Antilles                                         | Collectivité d'outre-mer                                                               |
| France   | Saint-Martin                                    | Antilles                                         | Collectivité d'outre-mer                                                               |
| France   | Saint-Pierre-et-Miquelon                        | Amérique du Nord, au large du Canada             | Collectivité d'outre-mer                                                               |
| France   | Wallis-et-Futuna                                | Océan Pacifique                                  | Collectivité d'outre-mer                                                               |
| France   | Polynésie française                             | Océan Pacifique                                  | Collectivité d'outre-mer                                                               |
| France   | Nouvelle-Calédonie                              | Océan Pacifique                                  | Collectivité sui generis pays constitutif de la République française                   |
| France   | Terres australes et antarctiques françaises     | Océan Indien, Antarctique                        | Territoire d'outre-mer (incluant la Terre Adélie, soumise au traité sur l'Antarctique) |
| France   | Île Clipperton                                  | Océan Pacifique, au large du Mexique             | Propriété domaniale de l'État français sous l'autorité directe du Gouvernement         |
| France   | Domaines français de Sainte-Hélène              | Océan Atlantique sud, sur l'île de Sainte-Hélène | Propriété privée de l'État français                                                    |

## G
| Pays    | Nom                                 | Situation géographique      | Notes |
| ------- | ----------------------------------- | --------------------------- | --- |
| Géorgie | Abkhazie                            | Transcaucasie               | De facto république sécessionniste autoproclamée le 28 novembre 1991, reconnue par la Russie le 25 août 2008 et ensuite par le Nicaragua, Nauru et le Venezuela ; de jure région autonome de la Géorgie (et considérée comme telle par le reste de la communauté internationale). |
| Géorgie | Ossétie du Sud-Alanie               | Transcaucasie               | De facto république sécessionniste autoproclamée le 23 juillet 1992, reconnue par la Russie le 25 août 2008 et ensuite par le Nicaragua, Nauru et le Venezuela ; de jure région autonome de la Géorgie (et considérée comme telle par le reste de la communauté internationale).  |
| Géorgie | Adjarie                             | Transcaucasie               | République autonome |
|         |                                     |                             | |
| Grèce   | Communauté monastique du mont Athos | Mer Égée (Mer Méditerranée) | - |

## I
| Pays      | Nom                   | Situation géographique | Notes                            |
| --------- | --------------------- | ---------------------- | -------------------------------- |
| Inde      | Jammu-et-Cachemire    | Nord de l'Inde         | Conflit du Cachemire             |
| Inde      | Ladakh                | Nord de l'Inde         | Conflit du Cachemire             |
| Indonésie | Papouasie occidentale | Sud-est de l'Indonésie | Conflit en Papouasie occidentale |
| Irak      | Kurdistan             | Nord-ouest de l'Irak   | Région autonome                  |
| Italie    | Tyrol du Sud          | Nord-ouest de l'Italie | Province autonome                |

## M
| Pays     | Nom               | Situation géographique                                   | Notes |
| -------- | ----------------- | -------------------------------------------------------- | --- |
| Maroc    | Sahara occidental | Sud du Maroc, frontalier avec l'Algérie et la Mauritanie | République sécessionniste largement non reconnue ; 80 % de territoire occupée par le Maroc, 20 % administrée par le Front Polisario                                                                  |
| Maurice  | Rodrigues         | 560 km à l'est de Maurice, dans l'Océan Indien           | Île autonome depuis le 12 octobre 2002 |
| Moldavie | Transnistrie      | Est de la Moldavie, frontalier avec l'Ukraine            | De facto république sécessionniste non reconnue à majorité russophone, dépendant de la Russie ; de jure région autonome de la Moldavie (et considérée comme telle par la communauté internationale). |
| Moldavie | Gagaouzie         | Sud de la Moldavie, frontalier avec l'Ukraine            | République autoproclamée en 1991, qui accepta le statut de jure de région autonome. |

## N
| Pays             | Nom                    | Situation géographique                   | Notes                                                    |
| ---------------- | ---------------------- | ---------------------------------------- | -------------------------------------------------------- |
| Norvège          | Île Bouvet             | Océan Atlantique sud                     | Dépendance inhabitée                                     |
| Norvège          | Île Jan Mayen          | Océan Atlantique nord                    | Territoire administré par le comté de Nordland           |
| Norvège          | Île Pierre Ier         | Océan Austral                            | Dépendance inhabitée, soumise au Traité de l'Antarctique |
| Norvège          | Archipel de Svalbard   | entre océan Atlantique et océan Arctique | Territoire à souveraineté spéciale (traité du Svalbard)  |
| Norvège          | Terre de la Reine-Maud | Région de l'Antarctique                  | Dépendance soumise au Traité de l'Antarctique            |
|                  |                        |                                          |                                                          |
| Nouvelle-Zélande | Îles Cook              | Océan Pacifique sud                      | État auto-gouverné en libre-association                  |
| Nouvelle-Zélande | Niue                   | Océan Pacifique sud                      | État auto-gouverné en libre-association                  |
| Nouvelle-Zélande | Tokelau                | Océan Pacifique sud                      | Territoire                                               |
| Nouvelle-Zélande | Dépendance de Ross     | Région de l'Antarctique                  | Dépendance soumise au Traité de l'Antarctique            |

## O
| Pays        | Nom            | Situation géographique | Notes               |
| ----------- | -------------- | ---------------------- | ------------------- |
| Ouzbékistan | Karakalpakstan | Asie centrale          | République autonome |

## P
| Pays                      | Nom              | Situation géographique                              | Notes                                                           |
| ------------------------- | ---------------- | --------------------------------------------------- | --------------------------------------------------------------- |
| Pakistan                  | Azad Cachemire   | Nord-est du Pakistan                                | Région occupée, à gouvernement pro-pakistanais                  |
| Pakistan                  | Gilgit-Baltistan | Nord-est du Pakistan                                | Région annexée, à gouvernement pakistanais                      |
|                           |                  |                                                     |                                                                 |
| Papouasie-Nouvelle-Guinée | Bougainville     | Mer des Salomon (Océan Pacifique sud)               | Région autonome                                                 |
|                           |                  |                                                     |                                                                 |
| Pays-Bas                  | Aruba            | Mer des Caraïbes (Océan Atlantique nord)            | Pays constitutif                                                |
| Pays-Bas                  | Curaçao          | Mer des Caraïbes (Océan Atlantique nord)            | Pays constitutif                                                |
| Pays-Bas                  | Saint-Martin     | Mer des Caraïbes (Océan Atlantique nord)            | Pays constitutif                                                |
| Pays-Bas                  | Bonaire          | Mer des Caraïbes (Océan Atlantique nord)            | Commune néerlandaise à statut spécial des îles BES              |
| Pays-Bas                  | Saba             | Mer des Caraïbes (Océan Atlantique nord)            | Commune néerlandaise à statut spécial des îles BES              |
| Pays-Bas                  | Saint-Eustache   | Mer des Caraïbes (Océan Atlantique nord)            | Commune néerlandaise à statut spécial des îles BES              |
|                           |                  |                                                     |                                                                 |
| Philippines               | Bangsamoro       | Mer de Sulu & Mer de Célèbes (Océan Pacifique nord) | Région autonome                                                 |
|                           |                  |                                                     |                                                                 |
| Portugal                  | Açores           | Océan Atlantique nord                               | Région autonome Région ultrapériphérique de l’Union européenne. |
| Portugal                  | Madère           | Océan Atlantique nord                               | Région autonome Région ultrapériphérique de l’Union européenne. |

## R
| Pays        | Nom                                          | Situation géographique                                                                                  | Notes |
| ----------- | -------------------------------------------- | --- | --- |
| Royaume-Uni | Akrotiri et Dhekelia                         | Chypre                                                                                                  | Bases militaires souveraines                                                                              |
| Royaume-Uni | Anguilla                                     | Antilles                                                                                                | |
| Royaume-Uni | Bermudes                                     | Amérique du Nord                                                                                        | |
| Royaume-Uni | Îles Caïmans                                 | Antilles                                                                                                | |
| Royaume-Uni | Malouines                                    | Océan Atlantique sud                                                                                    | (Falkland en anglais) revendiquées par l'Argentine                                                        |
| Royaume-Uni | Géorgie du Sud-et-les îles Sandwich du Sud   | Océan Atlantique sud                                                                                    | Revendiquées par l'Argentine                                                                              |
| Royaume-Uni | Gibraltar                                    | au sud de la péninsule Ibérique, Mer Méditerranée                                                       | Revendiqué par l'Espagne                                                                                  |
| Royaume-Uni | Montserrat                                   | Antilles                                                                                                | |
| Royaume-Uni | Îles Pitcairn                                | Océan Pacifique                                                                                         | |
| Royaume-Uni | Sainte-Hélène, Ascension et Tristan da Cunha | Océan Atlantique                                                                                        | |
| Royaume-Uni | Territoire britannique antarctique           | Antarctique                                                                                             | Traité de l'Antarctique                                                                                   |
| Royaume-Uni | Territoire britannique de l'océan Indien     | Océan Indien                                                                                            | Base militaire américaine                                                                                 |
| Royaume-Uni | Îles Turques-et-Caïques                      | Antilles                                                                                                | |
| Royaume-Uni | Îles Vierges britanniques                    | Antilles                                                                                                | |
| Royaume-Uni | Île de Man                                   | Dépendance de la Couronne. Entre la Grande-Bretagne et l'Irlande                                        | Propriété territoriale personnelle du souverain britannique en tant que Seigneur ou Dame de l'Île de Man. |
| Royaume-Uni | Jersey                                       | Dépendances de la Couronne, îles Anglo-Normandes, Golfe de Saint-Malo, à proximité des côtes françaises | Propriétés territoriales personnelles du souverain britannique en tant que Duc de Normandie.              |
| Royaume-Uni | Guernesey                                    | Dépendances de la Couronne, îles Anglo-Normandes, Golfe de Saint-Malo, à proximité des côtes françaises | Propriétés territoriales personnelles du souverain britannique en tant que Duc de Normandie.              |
|             |                                              | | |
| Russie      | Adyguée                                      | Caucase                                                                                                 | Républiques autonomes                                                                                     |
| Russie      | République de l'Altaï                        | Sibérie méridionale                                                                                     | Républiques autonomes                                                                                     |
| Russie      | Bachkirie                                    | Oural (côté européen)                                                                                   | Républiques autonomes                                                                                     |
| Russie      | Bouriatie                                    | Sibérie méridionale                                                                                     | Républiques autonomes                                                                                     |
| Russie      | République de Carélie                        | Nord-ouest de la Russie                                                                                 | Républiques autonomes                                                                                     |
| Russie      | Daghestan                                    | Caucase                                                                                                 | Républiques autonomes                                                                                     |
| Russie      | Ingouchie                                    | Caucase                                                                                                 | Républiques autonomes                                                                                     |
| Russie      | Kabardino-Balkarie                           | Caucase                                                                                                 | Républiques autonomes                                                                                     |
| Russie      | Kalmoukie                                    | Plaine de la Caspienne                                                                                  | Républiques autonomes                                                                                     |
| Russie      | Karatchaïévo-Tcherkessie                     | Caucase                                                                                                 | Républiques autonomes                                                                                     |
| Russie      | Khakassie                                    | Sibérie méridionale                                                                                     | Républiques autonomes                                                                                     |
| Russie      | République des Komis                         | Nord-est de la Russie d'Europe                                                                          | Républiques autonomes                                                                                     |
| Russie      | République des Maris                         | Nord-est de la Russie d'Europe                                                                          | Républiques autonomes                                                                                     |
| Russie      | Mordovie                                     | Nord-est de la Russie d'Europe                                                                          | Républiques autonomes                                                                                     |
| Russie      | Oudmourtie                                   | Nord-est de la Russie d'Europe                                                                          | Républiques autonomes                                                                                     |
| Russie      | Tatarstan                                    | Nord-est de la Russie d'Europe                                                                          | Républiques autonomes                                                                                     |
| Russie      | Tchouvachie                                  | Nord-est de la Russie d'Europe                                                                          | Républiques autonomes                                                                                     |
| Russie      | Ossétie-du-Nord-Alanie                       | Caucase                                                                                                 | Républiques autonomes                                                                                     |
| Russie      | Sakha (Iakoutie)                             | Sibérie orientale                                                                                       | Républiques autonomes                                                                                     |
| Russie      | Tchétchénie                                  | Caucase                                                                                                 | Républiques autonomes                                                                                     |
| Russie      | Touva (Touvanie)                             | Sibérie méridionale                                                                                     | Républiques autonomes                                                                                     |
| Russie      | Iamalie                                      | Sibérie septentrionale                                                                                  | Districts autonomes                                                                                       |
| Russie      | Khantys-Mansis                               | Sibérie centrale                                                                                        | Districts autonomes                                                                                       |
| Russie      | Nénétsie                                     | Russie arctique                                                                                         | Districts autonomes                                                                                       |
| Russie      | Tchoukotka                                   | Sibérie orientale (face à l'Alaska)                                                                     | Districts autonomes                                                                                       |

## S
| Pays                       | Nom        | Situation géographique                   | Notes |
| -------------------------- | ---------- | ---------------------------------------- | --- |
| Somalie                    | Somaliland | Afrique (Mer Rouge)                      | Région autonome de jure, État séparatiste autoproclamé de facto                                                       |
| Somalie                    | Puntland   | Afrique (Mer Rouge)                      | Région autonome de jure, territoire disputé de facto                                                                  |
|                            |            |                                          | |
| Saint-Christophe-et-Niévès | Niévès     | Mer des Caraïbes (Océan Atlantique nord) | Île autonome |
|                            |            |                                          | |
| Sao Tomé-et-Principe       | Principe   | Golfe de Guinée (Océan Atlantique nord)  | Île autonome |
|                            |            |                                          | |
| Serbie                     | Kosovo     | Europe                                   | Région autonome dont le gouvernement revendique l'indépendance. Celle-ci est reconnue par 104 États membres de l'ONU. |
| Serbie                     | Voïvodine  | Europe                                   | Région autonome |

## T
| Pays              | Nom             | Situation géographique                   | Notes                                    |
| ----------------- | --------------- | ---------------------------------------- | ---------------------------------------- |
| Tadjikistan       | Haut-Badakhchan | Asie centrale                            | Région autonome                          |
|                   |                 |                                          |                                          |
| Tanzanie          | Zanzibar        | Afrique (Océan Indien)                   | Gouvernement révolutionnaire de Zanzibar |
|                   |                 |                                          |                                          |
| Trinité-et-Tobago | Tobago          | Mer des Caraïbes (Océan Atlantique nord) | Île autonome                             |

## U
| Pays    | Nom                           | Situation géographique | Notes |
| ------- | ----------------------------- | ---------------------- | --- |
| Ukraine | République autonome de Crimée | Europe (Mer Noire)     | Région autonome de l'Ukraine de jure (et considérée comme telle par la communauté internationale) ; république autonome rattachée à la Russie le 18 mars 2014 de facto. |